# Samtgemeinde Boldecker Land
Samtgemeinde Boldecker Land is een Samtgemeinde in het Landkreis Gifhorn, in de Duitse deelstaat Nedersaksen De Samtgemeinde heeft een oppervlakte van 69,56 km2 en een inwoneraantal van 9933 (gegevens 31 december 2006).

## Structuur van het Samtgemeinde Boldecker Land
De volgende gemeenten en dorpen liggen in het district:
| Gemeente            | Inwoners (31 december 2003) | Oppervlakte (in km2) | Bevolkingsdichtheid (inw./km2) | Dorpen     |
| ------------------- | --------------------------- | -------------------- | ------------------------------ | ---------- |
| Gemeente Barwedel   | 1077                        | 19,8                 | 54                             | Barwedel   |
| Gemeente Bokensdorf | 950                         | 14,49                | 66                             | Bokensdorf |
| Gemeente Jembke     | 1936                        | 14,57                | 133                            | Jembke     |
| Gemeente Tappenbeck | 1329                        | 5,11                 | 260                            | Tappenbeck |
| Gemeente Osloß      | 1981                        | 7,64                 | 259                            | Osloß      |
| Gemeente Weyhausen  | 2648                        | 7,98                 | 332                            | Weyhausen  |